# اشترلا
شهر اشترلا (به آلمانی: Strehla) در ایالت زاکسن در کشور آلمان واقع شده‌است.